# Dendrotrupes costiceps
Dendrotrupes costiceps is een keversoort uit de familie snuitkevers (Curculionidae). De wetenschappelijke naam van de soort werd in 1881 gepubliceerd door Thomas Broun.